# Глизе 328
Глизе 328 (GJ 328) — одиночная звезда в созвездии Гидры на расстоянии приблизительно 67 световых лет (около 20,5 парсек) от Солнца. Видимая звёздная величина звезды — +9,997m. Возраст звезды определён как около 9,5 млрд лет.
Вокруг звезды обращается, как минимум, две планеты.

## Характеристики
Глизе 328 — оранжево-красный карлик спектрального класса K7V, или K7, или M0V. Масса — около 0,664 солнечной, радиус — около 0,651 солнечного, светимость — около 0,102 солнечной. Эффективная температура — около 3888 K.

## Планетная система
В 2013 году группой астрономов было объявлено об открытии планеты GJ 328 b. Это газовый гигант с массой, превосходящей по массе Юпитер в 2,3 раза, обращающийся на большом расстоянии от родительской звезды — 4,5 а.е. Это довольно необычно для системы, звезда которой является красным карликом. Протопланетные диски таких звёзд маломассивны, поэтому газовые гиганты в них формируются не так часто, и, в основном, их орбиты не такие широкие, как у GJ 328 b.
В 2019 году учёными, анализирующими данные проектов HIPPARCOS и Gaia, у звезды обнаружена планета HIP 43790 d.
В 2023 году группой астрономов проекта HARPS было объявлено об открытии планеты GJ 328 c.